# SS-Baureihe 620
Die SS-Baureihe 620 wurde von 1912 bis 1914 von der Maatschappij tot Exploitatie van Staatsspoorwegen (SS) für den Rangierdienst in den Niederlanden von Hohenzollern beschafft. Die C-gekuppelten Tenderlokomotiven wurden später von den Nederlandse Spoorwegen (NS) übernommen. Einige davon beendeten ihre Einsatzzeit im Stahlwerk Koninklijke Hoogovens.

## Geschichte
1912 übernahm die Maatschappij tot Exploitatie van Staatsspoorwegen (SS) sechs dreiachsige Rangier-Tenderlokomotiven, die ursprünglich für eine türkische Eisenbahngesellschaft gebaut wurden. Ergänzt wurde diese Serie durch sechs neu gebaute Lokomotiven.
Diese Neubauten unterschieden sich von den sechs ersten Lokomotiven und waren etwas länger, höher und schwerer. Die zwölf Lokomotiven wurden zwischen 1912 und 1914 als SS 621–632 in Dienst gestellt. Da die Lokomotiven ursprünglich von einer türkischen Eisenbahngesellschaft bestellt wurden, erhielten sie den Spitznamen de Turken.

## NS 8600
Als der Fahrzeugpark der größten privaten Eisenbahngesellschaft der Niederlande, Hollandsche IJzeren Spoorweg-Maatschappij (HSM oder HIJSM) und der SS 1921 zusammengelegt wurde, erhielten die Lokomotiven die NS-Nummern 8601–8612.
Ab 1932 wurde die Dampfbremse durch die Westinghouse-Bremse ersetzt. Nach dem Zweiten Weltkrieg waren die Lokomotiven veraltet. Die stark beschädigten 8601, 8604 und 8606 wurden 1947 ausgemustert, die leicht beschädigten 8608 und 8611 repariert.

## KNHS 37–39 und 42–43
Die überzähligen 8607–8610 wurden 1947 ausgemustert. Davon übernahm die Koninklijke Hoogovens (KNHS) drei Lokomotiven, die wieder mit einer Dampfbremse ausgestattet und für Rangierarbeiten und Personaltransporte zum Werkskomplex in IJmuiden eingesetzt wurden. 1950 wurde die 8611 von der KNHS übernommen, 1952 folgte die 8612.
Die restlichen Lokomotiven wurden zwischen 1951 und 1952 ausgemustert. Bei der KNHS wurden die Lokomotiven durch die Eröffnung des Velserspoortunnels unter dem Nordseekanal 1957 überflüssig. Sie wurden zwischen 1956 und 1959 verschrottet.

## Übersicht
| Fabriknummer | Indienststellung bei SS | SS-Nummer | NS-Nummer | Außer Dienst bei NS | Indienststellung bei KNHS | KNHS-Nummer | Außer Dienst bei KNHS | Besonderes                       |
| ------------ | ----------------------- | --------- | --------- | ------------------- | ------------------------- | ----------- | --------------------- | -------------------------------- |
| 2908         | 1912                    | 621       | 8601      | 1947                |                           |             |                       | Ausmusterung wegen Kriegsschäden |
| 2909         | 1912                    | 622       | 8602      | 1952                |                           |             |                       |                                  |
| 2957         | 1912                    | 623       | 8603      | 1952                |                           |             |                       |                                  |
| 2958         | 1912                    | 624       | 8604      | 1947                |                           |             |                       | Ausmusterung wegen Kriegsschäden |
| 2959         | 1913                    | 625       | 8605      | 1951                |                           |             |                       |                                  |
| 2960         | 1913                    | 626       | 8606      | 1947                |                           |             |                       | Ausmusterung wegen Kriegsschäden |
| 3151         | 1913                    | 627       | 8607      | 1947                |                           |             |                       |                                  |
| 3152         | 1913                    | 628       | 8608      | 1947                | 1947                      | 37          | 1957                  |                                  |
| 3153         | 1914                    | 629       | 8609      | 1947                | 1947                      | 38          | 1956                  |                                  |
| 3154         | 1914                    | 630       | 8610      | 1947                | 1947                      | 39          | 1959                  |                                  |
| 3155         | 1914                    | 631       | 8611      | 1950                | 1950                      | 42          | 1956                  |                                  |
| 3156         | 1914                    | 632       | 8612      | 1952                | 1952                      | 43          | 1958                  |                                  |